# Live WFMU 91.1
Live WFMU 91.1 – album zespołu Khanate. Materiał został nagrany na antenie radia WFMU Hoboken 91.1.

## Lista utworów
1. Pieces of Quiet - 18:45
2. German Dental Work (Earth Cover) - 10:18
3. No Joy - 09:59
4. Skincoat - 10:12